# Новокаїн (фільм, 2025)
«Новокаїн» (англ. Novocaine) — американський екшн-трилер 2025 року режисерів Дена Берка та Роберта Олсена. Головні ролі зіграють Джек Квейд та Ембер Мідфандер.
Фільму вдалося зібрати в прокаті трохи більше 33 мільйонів доларів. При цьому бюджет стрічки склав 18 мільйонів.

## Сюжет
Сан-Дієго, США. Нейтан Кейн працює заступником керівника банківської установи. При цьому він дещо відлюдькуватий та схожий на дивака. В основному це зумовлене тим, що Нейтан страждає від генетичного порушення, яке робить його не чутливим до болю. Тому у Кейна є певний список правил, яких він дотримується, щоб не нашкодити собі. Власне через це у Нейтана фактично немає друзів. Лише його онлайн-приятель Роско, з ким він дистанційно грає у відеоігри, знає практично все про Кейна.
Однак все різко змінюється, коли співробітниця Нейтана Шеррі запрошує його на обід. Побачення закінчується тим, що Кейн приводить дівчину до себе додому і вони разом проводять ніч. Наступного дня Нейтан почувається вкрай щасливим та готовий до продовження відносин з Шеррі. Втім, на заваді цьому стає пограбування банку. Троє невідомих у костюмах Санта Клаусів вриваються у приміщення, де працює Кейн, та починають вимагати від керівника установи, щоб той відкрив їм сховище, де зберігається готівка. Бос Нейтана відмовляється, тому нападники вбивають його. Наступним в черзі стає саме Кейн. Проте побиття з боку грабіжників на нього не діють. Однак, коли один з нападників погрожує застрелити Шеррі, то Нейтан змушений допомогти грабіжникам. В цей момент до будівлі приїздить поліція. Задля прикриття грабіжники беруть з собою заручника, ким виявляється Шеррі. Тим не менш між ними та правоохоронцями зав'язується сутичка. В результаті стрілянини грабіжники вбивають декількох поліцейських та намагаються втекти з місця злочину, використовуючи два автомобілі.
Прийшовши до тями, Нейтан вибігає на вулицю, щоб урятувати Шеррі, проте лише спостерігає за тим, як злочинці відїжджають на авто. Далі Кейн допомогає одному з поранених офіцерів поліції зупинити кровотечу, а потім зважується на божевільний вчинок. Він бере зброю патрульного та сідає в його машину, щоб вирушити у погоню за грабіжниками. В якийсь момент він їх наздоганяє, але ті розділяються та їдуть в різні боки. Нейтану лишається тільки вгадувати, в якій саме машині перебуває Шеррі. Він продовжує погоню та затискає в перевулку одного з нападників. На жаль Шеррі виявляється не з ним. Однак Кейн не зупиняється і вимагає у злочинця, щоб той розповів йому, куди прямують його поплічники. Проте навіть зброя в руках не дає переваги Нейтану. Між ним та грабіжником зав'язується бійка. Лише завдяки своїй вродженій ваді Кейну вдається перемогти, випадково застреливши опонента. Тепер його завдання ускладнюється, оскільки він не має уяви, де йому шукати Шеррі...

## У ролях
| Актор           | Роль             |
| --------------- | ---------------- |
| Джек Квейд      | Нейтан Кейн      |
| Ембер Мідфандер | Шеррі Маргрейв   |
| Рей Ніколсон    | Саймон Ґрінлі    |
| Джейкоб Баталон | Роско Діксон     |
| Бетті Габріель  | Мінсі Ленгстон   |
| Метт Волш       | Колтрейн Даффі   |
| Домінік Маєр    | репортерка новин |
| Еван Генґст     | Бен              |
| Конрад Кемп     | Андре            |
| ДеВілль Ваннік  | парамедик № 1    |

## Виробництво
У жовтні 2023 року було оголошено, що Джек Квейд зіграє головну роль у бойовику «Новокаїн» режисерів Дена Берка та Роберта Олсена за сценарієм Ларса Джейкобсона. Це перша стрічка від продюсерського лейблу FilmNation Entertainment Infrared. У лютому 2024 року студія Paramount Pictures придбала фільм, а до акторського складу також увійшла Ембер Мідфандер. У березні до акторського складу фільму приєдналися Рей Ніколсон, Джейкоб Баталон, Бетті Габріель і Метт Волш. Основні зйомки розпочалися 8 квітня 2024 року в Кейптауні, ПАР.

## Прем'єра
Прем'єра фільму «Новокаїн» відбулась 20 березня 2025 року в Україні, і 14 березня 2025 року в США.